# شهرستان بینگم (آیداهو)
شهرستان بینگم، آیداهو (به انگلیسی: Bingham County, Idaho) یک سکونتگاه مسکونی در ایالات متحده آمریکا است که در آیداهو واقع شده‌است.

## خصوصیات
شهرستان بینگم ۵٬۴۹۰٫۸۱ کیلومترمربع مساحت دارد.